# Sportåret 1947

## Händelser

### Amerikansk fotboll
- Chicago Cardinals besegrar Philadelphia Eagles med 28 - 21 i NFL-finalen.
- Cleveland Browns besegrar New York Yankees med 14 - 3 i AFC-finalen

### Bandy
- 16 februari - Brobergs IF blir svenska mästare efter vinst i finalen mot Västerås SK med 4-2 på Stockholms stadion.[1][2]

### Baseboll
- 6 oktober - American League-mästarna New York Yankees vinner World Series med 4-3 i matcher över National League-mästarna Brooklyn Dodgers.[3]

### Basket
- 22 april - Philadelphia Warriors vinner det första BAA-mästerskapet genom att i finalen besegra Chicago Stags med 4 matcher mot 1.[4]
- 3 maj - Sovjet vinner herrarnas Europamästerskap i Prag genom att finalslå Tjeckoslovakien med 56-36.[5]

### Cykel
- Tour de France vinns av Jean Robic, Frankrike
- Giro d'Italia vinns för andra gången av Fausto Coppi, Italien
- Vuelta a España vinns av Edouard van Dyck, Belgien

### Fotboll
- 7 mars - Den colombianska klubben Atlético Nacional grundas.
- 26 april - Charlton Athletic FC vinner FA-cupfinalen mot Burnley FC med 4-2 på Wembley Stadium.[6]
- 24 augusti – Malmö FF vinner Svenska cupen genom att finalslå AIK med 3-2 i Solna.[7]
- 30 december – Argentina vinner sydamerikanska mästerskapet i Guayaquil före Paraguay och Uruguay.[8]
- Okänt datum – Gunnar Nordahl, IFK Norrköping, tilldelas Guldbollen.
- Okänt datum – Copa del Rey vinns av Real Madrid CF
- Okänt datum – Skotska cupen vinns av Aberdeen FC
- Okänt datum – Franska cupen vinns av Lille OSC

#### Ligamästare
- Belgien - RSC Anderlecht
- Danmark - Akademisk Boldklub
- England - Liverpool FC
- Italien - Torino Calcio
- Nederländerna - Ajax
- Spanien - Valencia CF
- Skottland - Rangers
- Sverige - IFK Norrköping

### Friidrott
- 31 december - Oscar Moreira, Uruguay vinner Sylvesterloppet i São Paulo.[9]
- Yun Bok Suh, Sydkorea vinner Boston Marathon.[10]

#### Rekord

##### Herrar
- 1 500 meter - Lennart Strand, Sverige tangerar 15 juli världsrekordet i Malmö med 3.43,0
- Stafettlöpning 4 x 1 500 meter – svenskt världsrekord av Gefle IF (med Olle Åberg, Ingvar Bengtsson, Gösta Bergkvist och Henry Eriksson), 27 juli, Karlstad, Sverige, 15 min, 34,6 sek

### Golf
- British Open vinns av Fred Daly, Storbritannien
- US Open vinns av Lew Worsham, USA
- PGA Championship vinns av Jim Ferrier, USA
- The Masters vinns av Jimmy Demaret, USA

#### Ryder Cup
- USA besegrar Storbritannien med 11 - 1

### Handboll
- 31 oktober  - Sverige spelar sin första damlandskamp i handboll inomhus i Stockholm och vinner med 6-4 mot Norge.[11]

### Ishockey
- 23 februari - Tjeckoslovakien vinner världsmästerskapet och Europamästerskapet i Prag före Sverige och Österrike.[12]

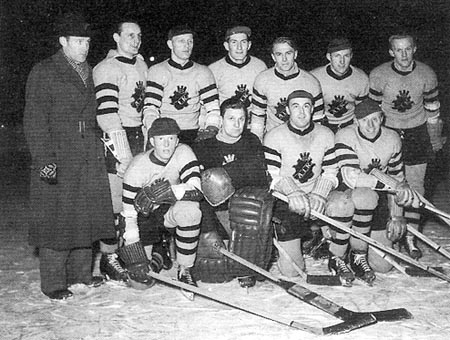
AIK svenska mästare.

- 14 mars - AIK blir svenska mästare efter finalvinst mot IK Göta med 3-2 i Stockholm.[13]
- 22 april - Stanley Cup vinns av Toronto Maple Leafs efter att i finalspelet ha besegrat Montreal Canadiens med 4–2.[14]

### Konståkning

#### VM
- Herrar – Hans Gerschwiler, Schweiz
- Damer – Barbara Ann Scott, Kanada
- Paråkning – Micheline Lannoy & Pierre Baugniet, Belgien

#### EM
- Herrar – Hans Gerschwiler, Schweiz
- Damer – Barbara Ann Scott, Kanada!
- Paråkning – Micheline Lannoy & Pierre Baugniet, Belgien

### Simning

#### EM
- Vid EM i simning uppnådde svenska simmare följande resultat:
  - 100 m frisim, herrar – 2. Per-Olof Olsson
  - Lagkapp 4 x 200 m frisim, herrar – 1. Sverige

### Skidor, alpina grenar

#### SM

##### Herrar
- Slalom vinns av Olle Dahlman, IFK Östersund. Lagtävlingen vinns av IFK Östersund

##### Damer
- Slalom vinns av May Nilsson, Åre SLK. Lagtävlingen vinns av Åre SLK

### Skidor, nordiska grenar
- 9 mars - Nils ”Mora-Nisse” Karlsson, IFK Mora vinner Vasaloppet.[15]

#### SM

##### Herrar
- 15 km vinns av Nils Karlsson, IFK Mora. Lagtävlingen vinns av IFK Mora.
- 30 km vinns av Nils Östensson, Sälens IF. Lagtävlingen vinns av IFK Mora.
- 50 km vinns av Harald Eriksson, IFK Umeå.  Lagtävlingen vinns av IFK Mora.
- Stafett 3 x 10 km vinns av IFK Umeå med laget Gunnar Karlsson, Harald Eriksson och Martin Lundström.
- Backhoppning vinns av Thure Lindgren,  IF Friska Viljor. Lagtävlingen vinns av Djurgårdens IF.
- Nordisk kombination vinns av Sven Israelsson, Dala-Järna IK Lagtävlingen vinns av IFK Kiruna.

#### Damer
- 10 km vinns av Märta Norberg, Vårby IK. Lagtävlingen vinns av Vårby IK.

### Tennis
- Franska öppna vinns av:
  - Herrsingel: József Asbóth, Ungern
  - Damsingel: Patricia Todd, USA
- Wimbledon vinns av:
  - Herrsingel: Jack Kramer, USA
  - Damsingel: Margaret Osborne duPont, USA
- US Open vinns av:
  - Herrsingel: Jack Kramer, USA
  - Damsingel: Louise Brough, USA
- Australiska öppna:
  - Herrsingel: Dennis Pails, Australien
  - Damsingel: Nancye Wynne Bolton, Australien
- 1 september - USA vinner Davis Cup genom att finalbesegra Australien med 4-1 i Forest Hills.[16]

### Travsport
- Travderbyt körs på  Solvalla travbana i  Stockholm. Segrare blir det svenska stoet   Belle Day (SE)  e Sandy Flash  (US) – Day Belle  (US) e. Guy Day  (US). Kilometertid: 1.24,5   Körsven:  Sören Nordin
- Travkriteriet vinns av den svenska hingsten   Ivan  (SE)  e. Ehrenberg  (DE) – Iva Hanover  (US) e Guy McKinney  (US). Kilometertid:1.30,5   Körsven:  Hugo Andersson

### Volleyboll
- April - Internationella volleybollförbundet bildas i Paris av Belgien, Brasilien, Tjeckoslovakien, Egypten, Frankrike, Nederländerna, Ungern, Italien, Polen, Portugal, Rumänien, Uruguay, USA och Jugoslavien.[17]

## Evenemang
- VM i konståkning anordnas i Stockholm
- EM i konståkning anordnas i Davos, Schweiz
- EM i simning anordnas i Monte Carlo, Frankrike

## Födda
- 25 januari - Tostão, brasiliansk fotbollsspelare.
- 31 januari - Nolan Ryan, amerikansk basebollspelare.
- 22 februari - John Radford, engelsk fotbollsspelare.
- 25 februari - Lee Evans, amerikansk friidrottare.
- 6 mars - Dick Fosbury, amerikansk friidrottare.
- 10 mars - Zachary Zorn, amerikansk simmare.
- 16 april - Kareem Abdul-Jabbar, amerikansk skådespelare och basketspelare.
- 25 april - Johan Cruyff, nederländsk fotbollsspelare och tränare.
- 6 maj - Gunilla Lindberg, svensk vicepresident i Internationella Olympiska Kommittén.
- 6 juni - Ada Kok, nederländsk simmare.
- 23 juni - Hardy Nilsson, svensk ishockeyspelare och förbundskapten.
- 3 juli - Robert Rensenbrink, nederländsk fotbollsspelare.
- 28 augusti - Emlyn Hughes, engelsk fotbollsspelare.
- 29 augusti - James Hunt, brittisk racerförare.
- 23 oktober - Kazimierz Deyna, polsk fotbollsspelare.
- 26 oktober - Sören Boström, svensk bandyspelare.
- 4 november - Aleksej Ulanov, rysk konståkare.

## Avlidna
- 14 februari – Mauritz Eriksson, 58, svensk sportskytt, ett OS-guld, ett OS-silver och tre OS-brons.
- 1 augusti – Bernhard Larsson, 67, svensk sportskytt, ett OS-guld och ett OS-brons.
- 30 augusti – Per-Olof Arvidsson, 82, svensk sportskytt, ett OS-guld och ett OS-silver.

### Fotnoter
1. ↑  Erik Jonsson (16 februari 1947). ”1940–1949”. Svenska Bandyförbundet. Arkiverad från originalet den 17 mars 2020. https://web.archive.org/web/20200317215222/https://www.svenskbandy.se/BANDYFINALEN/HISTORIK/Svenskamastare/Herrar/1940-1949. Läst 18 mars 2020.
2. ↑  ”Västerås Sportklubbs SM-finaler i bandy”. VSK Forum. http://www.vskforum.com/vsk.nu/SM-finallag.html. Läst 21 juli 2011.
3. ↑  ”1947 World Series” (på engelska). Baseball-Reference.com. http://www.baseball-reference.com/postseason/1947_WS.shtml. Läst 14 juli 2015.
4. ↑  ”Basketball Reference”. http://www.basketball-reference.com/leagues/BAA_1947_games.html. Läst 25 augusti 2011.
5. ↑  ”Sport Statistics”. Arkiverad från originalet den 19 september 2015. https://web.archive.org/web/20150919092645/http://todor66.com/basketball/Europe/Men_1947.html. Läst 24 augusti 2011.
6. ↑  ”England FA Challenge Cup 1946/1947” (på engelska). RSSSF. http://www.rsssf.com/tablese/engcup1947.html. Läst 19 augusti 2012.
7. ↑  Jimmy Lindahl (11 mars 2005). ”Svenska cupen – finalmatcher”. Bolletinen. http://www.bolletinen.se/sfs/pdf/stat_h_allsvens_1941_2005_stat_herr_cupen_finalmatcher.pdf. Läst 21 augusti 2012.
8. ↑  ”South American Championship 1947” (på engelska). RSSSF. http://www.rsssf.com/tables/47safull.html. Läst 16 augusti 2011.
9. ↑  ”1940” (på portugisiska). Sylvesterloppet. Arkiverad från originalet den 25 februari 2014. https://web.archive.org/web/20140225142805/http://www.saosilvestre.com.br/1940. Läst 19 augusti 2012.
10. ↑  ”Boston Marathon”. Arkiverad från originalet den 27 april 2015. https://web.archive.org/web/20150427035419/http://www.baa.org/races/boston-marathon/boston-marathon-history/past-champions/past-mens-open-champions.aspx. Läst 9 april 2011.
11. ↑  Gustafsson, Stig. Bollsportens först och störst. Forum
12. ↑  ”Championnats du monde 1947” (på franska). Hockey Archives. 23 februari 1947. https://www.hockeyarchives.info/mondial1947.htm. Läst 15 augusti 2011.
13. ↑  ”Championnat de Suède 1946/47” (på franska). Hockey Archives. 14 mars 1947. https://www.hockeyarchives.info/Suede1947.htm. Läst 15 augusti 2011.
14. ↑  ”NHL 1946/47” (på franska). Hockey Archives. https://www.hockeyarchives.info/NHL1947.htm. Läst 23 mars 2020.
15. ↑  ”Historiska segrare”. Vasaloppet. Arkiverad från originalet den 22 mars 2020. https://web.archive.org/web/20200322121012/https://www.vasaloppet.se/wp-content/uploads/sites/1/2019/09/historiska_segrare_vasaloppet_sve_2019-09-18.pdf. Läst 5 september 2011.
16. ↑  ”Davis Cup”. http://www.daviscup.com/en/results/tie/details.aspx?tieId=10000730. Läst 20 augusti 2011.
17. ↑  ”Fédération Internationale de Volleyball”. http://www.fivb.org/EN/FIVB/FIVB_History.asp. Läst 23 augusti 2011.